# Bund Evangelischer Jugend Schweiz
Der Bund Evangelischer Jugend Schweiz (BEJS), besser bekannt als Junge Kirche (JK), ist ein schweizerischer, christlicher Jugendverband. Die 1937 gegründete Junge Kirche war bis Ende der 1970er Jahre sehr aktiv und damals eine der grössten christlichen Jugendbewegungen der Schweiz. Viele neue kirchliche Institutionen gehen direkt oder indirekt auf ihn zurück.

## Organisation
Die Junge Kirche war vor allem in der Deutschschweiz tätig, und ihre Angebote richteten sich an Jugendliche. Sie war auf Gemeinde-, Kantons- und Bundesebene organisiert. Es bestanden rund 300 lokale Gruppen, die von ehrenamtlich tätigen Leitern geleitet wurden. Diese Gruppen gehörten meistens einer örtlichen evangelischen Gemeinde (Landeskirche) an, welche die Junge Kirche mit Mitgliederbeiträgen unterstützten. 
Die Geschäftsstelle der Jungen Kirche Schweiz befand sich in Zürich. Sie organisierte Fortbildungskurse für die Leiter der Ortsgruppen, gesamtschweizerische Lager (Bundeslager) oder Konferenzen und beriet Kirchgemeinden, die eine neue Gruppe aufbauen wollten. 

## Tätigkeiten
Der Verein Junge Kirche wollte sich auf offene Art mit dem Christsein auseinandersetzen und die Kirche in ihrer vielfältigen Art erleben lassen. Er griff Themen und Trends von Jugendlichen auf und brachte sie zur Sprache. Er wollte, dass die Kirche jung und lebendig bleibt. Mit der "JK-Ziitig" stand ein Organ zur Verfügung, das sowohl einen Magazinteil für Jugendliche als auch einen Serviceteil mit Impulsen für kirchliche Multiplikatoren anbot.
Die JK-Events waren Veranstaltungen für junge und jung gebliebene Leute sowie für alle, die sich im Bereich von Jugendarbeit engagierten. Der JK-Treff bot im Internet einem interaktiven Treffpunkt mit Möglichkeiten für junge Menschen zu zeitgemässer Kommunikation und als Forum für Glaubens- und Lebensfragen. 
Mit der Vermietung des JK-Hauses in Schönenberg ZH wird eine kostengünstige und attraktive Möglichkeit für Lager und Kurse angeboten.

### Ferienlager und Auslandreisen

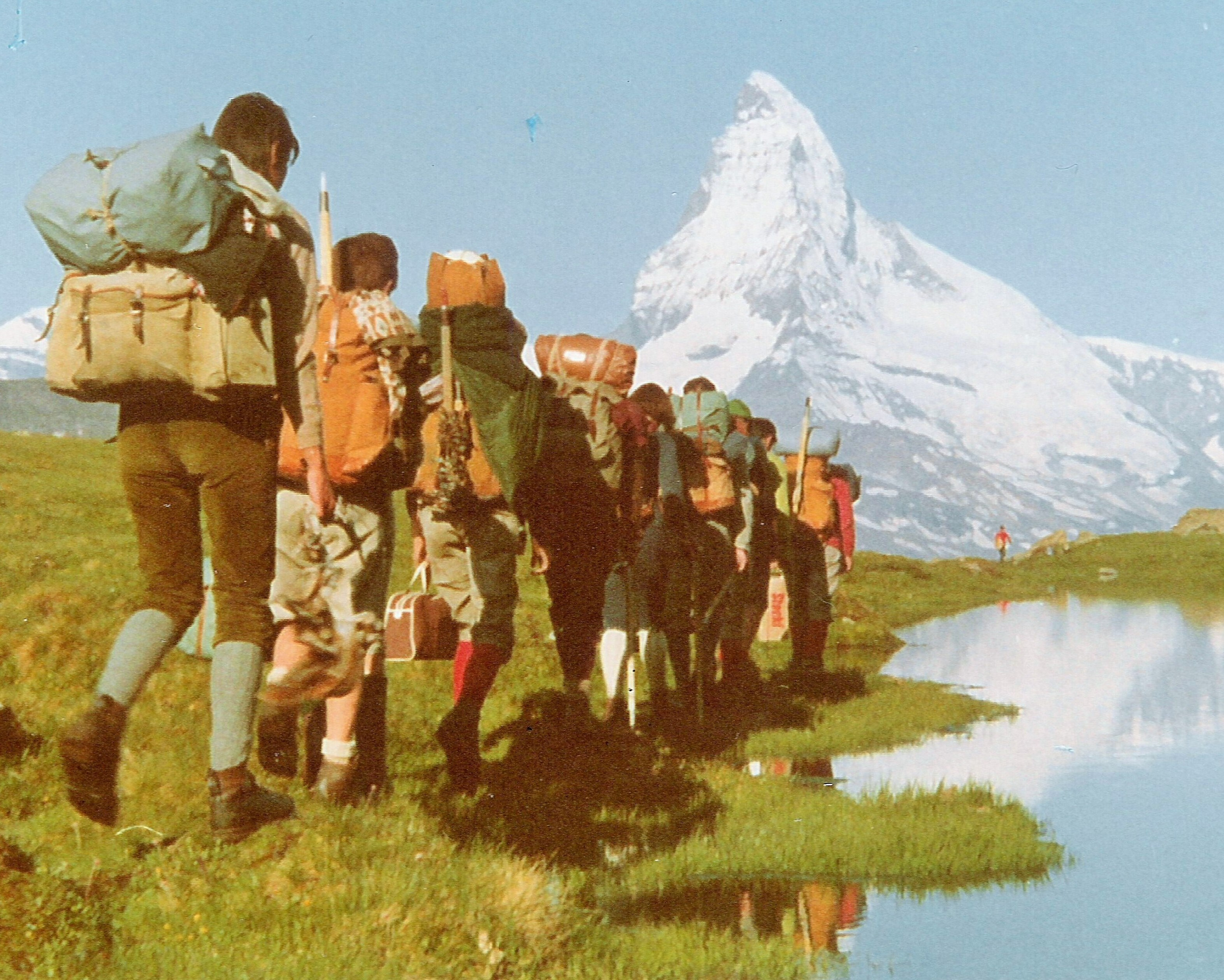
Kletterlager Fluhalp 1967

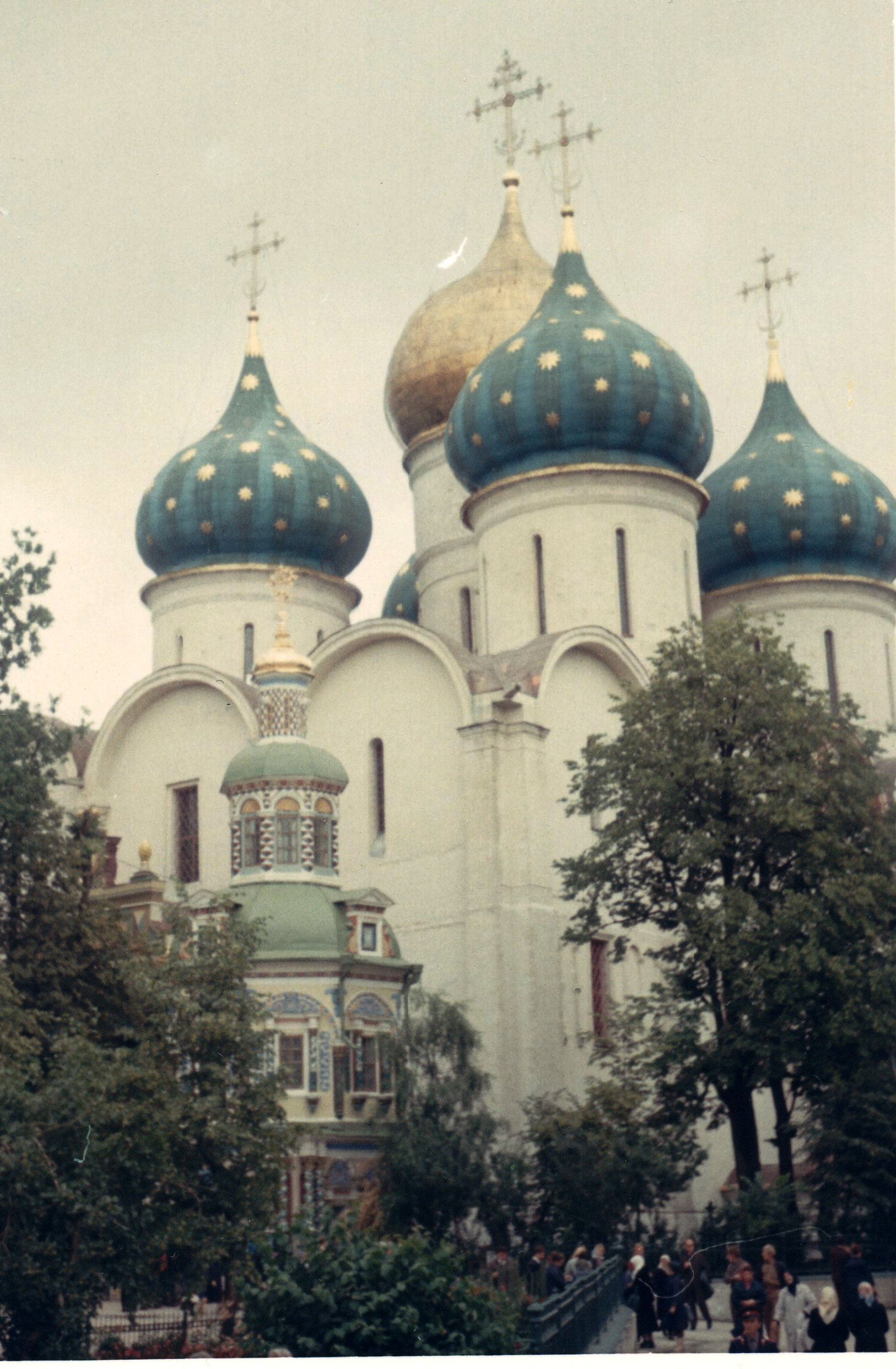
Dreifaltigkeitskloster von Sergijew Possad, Russlandreise 1968

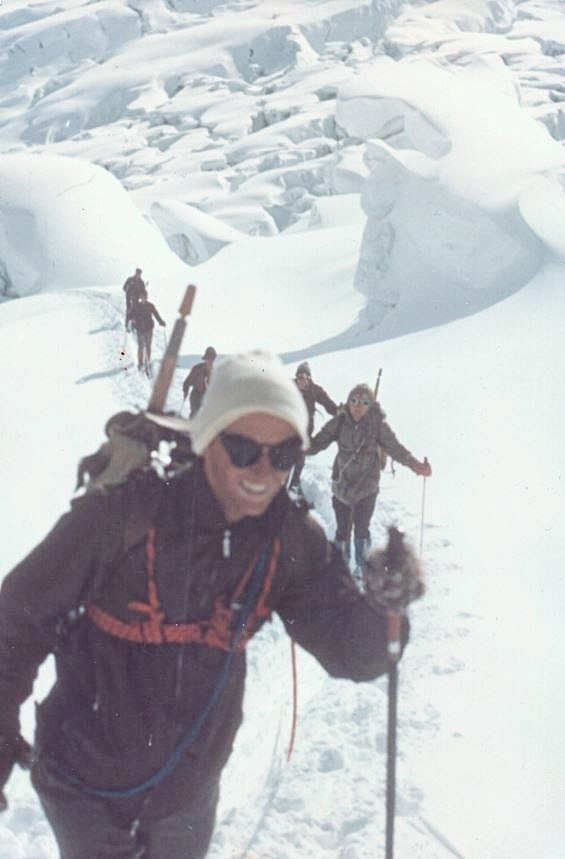
Monte Rosa Gebiet 1970

Die Junge Kirche Schweiz hatte ein grosses Angebot an günstigen Ferien und Kursen für den Sommer und Winter. Im JK-Sommer- und Herbstferienprospekt gab es je etwa 40 günstige Ferienangebote für alle Jugendlichen ab 12 oder ab 15 Jahren: 
Beispiele der 1960er Jahre sind: im August 1965: JK-Sommerlager in Santa Maria Val Müstair, im April 1967: JK-Frühlingsskitourenlager Selva Tujetsch, im Juli 1967: JK-Sommerhochtourenlager Fluhalp ob Zermatt, im Juli 1968: JK-Reise Russland mit dem Car der Firma Fröhlich, im April 1969: JK-Skihochtourenlager Finsteraarhorngebiet (Konkordiahütte SAC) und im April 1970: JK-Skihochtourenlager Monte Rosa-Gebiet (Monte-Rosa-Hütte SAC). 
Beispiele von 1981 sind: Bildhauerwoche im Kärpfgebiet, Hochtourenlager in Moiry, Begegnungslager in Frankreich, Aufbaulager im Erdbebengebiet in Süditalien, Tanz-, Sing- oder Bibellager in der Ostschweiz, Leiterkurse usw., zum entspannen, spielen, wandern, singen, reisen, eine echte Gemeinschaft werden und gemeinsam nach Antworten auf Glaubens- und Lebensfragen suchen.
Der Prospekt für Sommer und Herbst 1990 reichte von Auslandreisen, Ferienlagern, Kurswochen über Einsätze im In- und Ausland bis zur Mitarbeiterschulung. Für den Winter 1990/91 umfasste er Skilager, Langlauflager, Skitourenlager usw.
Die Lagerleiter waren Pfarrer oder Laien mit einer Ausbildung als Vorunterichtsleiter (später J+S-Leiter), SAC-Leiter oder Hochgebirgsinstruktoren der Schweizer Armee. Die Unterkünfte waren evangelische Heimstätten, SAC-Hütten oder einfache Hotels.

### Publikationsorgan JK-Ziitig
Die JK-ziitig war das Publikationsorgan des Vereins. Sie wurde von einem jungen Redaktionsteam gestaltet und erschien sechsmal jährlich mit einer Auflage von 3500 Exemplaren und einem Umfang von 16 bis 20 Seiten. Zielpublikum waren Jugendliche im Alter von 13 bis 25 Jahren, Pfarrer, Gemeindehelfer sowie Personen, welche sich mit kirchlicher Jugendarbeit befassten oder sich für eine jung bleibende Kirche interessierte.
Jede Ausgabe hatte ein Schwerpunktthema aus Religion, Ethik oder Gesellschaft sowie zu Fragen der Lebenswelt junger Menschen. Es wurde über Veranstaltungen des Vereins berichtet und auf Konzerte oder lesenswerte Bücher hingewiesen. Die Zeitung verstand sich als Forum für Zuschriften aus der Leserschaft mit Impulsen für die Weiterentwicklung der Zeitschrift.

### Ortsgruppen der Jungen Kirche
In der Jungen Kirche (Jugendgruppe der reformierten Kirche) trafen sich Mädchen und Burschen im Konfirmandenalter allwöchentlich unter der Aufsicht des Dorfpfarrers zum Singen und Spielen. Der alljährliche Höhepunkt waren die Wanderferien in den Bergen.

## Geschichte
Als Vorläufer der Jungen Kirche auf Bundesebene wurde 1917 der Bund evangelischer Jugend Ostschweiz (BEJO) gegründet. Er blieb bis 1928 ein locker organisierter Zusammenschluss verschiedener Jungmännerbünde, bei denen auch Frauen zugelassen waren. Um den damaligen Mitgliederschwund aufzuhalten, führte der junge Pfarrer Hans Roduner den BEJO näher an die Landeskirche und wählte die evangelische Jugend als Zielgruppe. Damit wuchs der BEJO auf 208 Gruppen und 4500 Mitglieder. Es wurden Ski- und Ferienlager sowie regionale Tagungen und Freundschaftstreffen organisiert.
1929 schlossen sich verschiedene Konfirmandenklassen aus den Kantonen Basel, Bern, Luzern, Zürich und Aargau zum Zwinglibund (SZB) zusammen. Ab 1935 gaben der BEJO und der Zwinglibund zusammen die Monatszeitschrift «Junge Kirche» heraus. 
1935 wurde in der evangelischen Heimstätte Gwatt der BKJM (Bund kirchlicher Jugendgruppen Mittelschweiz) gegründet, der die bessere Vernetzung der Konfirmandengruppen vor allem im Kanton Bern förderte und 1937 55 Gruppen und 1600 Mitglieder besass.
1937 schlossen sich der BEJO, BKJM und der evangelisch-rätischen Jugendring zum Bund Evangelischer Jugend Schweiz (BEJS), der als Junge Kirche (JK) bekannt wurde, zusammen. Damit wurde die kirchliche Jugendarbeit gesamtschweizerisch verstärkt, mit dem Ziel die Jugendlichen auf Gemeindeebene mit dem Bekenntnis zum christlichen Glauben zu fördern.
1938 umfasste die Junge Kirche 300 Gruppen konfirmierter Jugend der Schweiz mit insgesamt 7000 Jugendlichen.
Die Junge Kirche beteiligte sich 1940 am Referendum gegen den obligatorischen militärischen Vorunterricht. Das Obligatorium wurde vom Volk verworfen. Die JK unterstützte die körperliche Ertüchtigung, aber das Gemeinschaftsgefühl käme im militärischen Vorunterricht zu kurz.
Zum 650. Geburtstag der Schweiz veranstaltete die JK 1941 eine Landsgemeinde zum Thema "Im Namen Gottes des Allmächtigen" an der unter anderem Karl Barth, Georg Thürer und Emil Brunner eine Rede hielten. Die Landsgemeinde der JK von 1942 fand im Zürcher Hallenstadion vor 6000–8000 Mitgliedern unter dem Motto "Widerstehet" statt, wo Pfarrer Walter Lüthi die Schliessung der Grenze in harschen Worten kritisierte und Bundesrat Eduard von Steiger die Position des Bundesrates mit dem späteren Schlagwort vom "voller werdenden Boot" verteidigte. Um mehr Flüchtlinge aufnehmen zu können, startete die JK 1943 eine Sammelaktion mit dem Verkauf von Karten, die über 134’000 Franken einbrachte.
In der Nachkriegszeit beteiligte sich die Junge Kirche am Aufbau der evangelischen Heimstätten (Randolins, Gwatt, Hölstein, Magliaso), damit die Übernachtungskosten tief gehalten werden konnten. 1959 wurde die Jugendheimstätte Magliaso ausgebaut.
Die kirchliche Jugendarbeit geriet in den 1960er und 1970er Jahren in eine Krise: Es gab einen Rückgang bei den Gruppen und Mitgliedern und die alten Strukturen konnten nicht mehr genügen. Die 68er-Bewegung (Globuskrawalle) und die sich etablierende Ökumene führten zu einer Neustrukturierung der kirchlichen Jugendarbeit. Die JK versuchte mit dem Monatsmagazin "Kontakt" zu reagieren, das jedoch 1974 aus finanziellen Gründen eingestellt werden musste. 
1985 wurde der «Partizispatz», ein Leitfaden für die kirchliche Jugendarbeit, herausgegeben. Die Bundesmitglieder-Versammlung der Jungen Kirche Schweiz beschloss 1992 die Fusion mit dem Schweizerischen Zwinglibund (Kürzel JK-ZB). 1997 mussten auf der Geschäftsstelle der JK-ZB aus finanziellen Gründen massiv Stellen abgebaut werden und 1999 musste die inhaltliche Jugendarbeit vollständig auf die vier Mitgliederverbände (Mittelschweiz, Nordwestschweiz, Ostschweiz und Bern) ausgelagert werden. Die Streichung des Kürzels ZB bedeutete das Ende des Zwinglibundes.
Finanzielle Schwierigkeiten führten zu weiteren Veränderungen: Im Jahr 2000 trat der Kreis Bern aus der JK Schweiz aus und wurde zur Fachstelle, während der Kreis Ostschweiz mit dem «Timeout-Projekt» einen grossen Erfolg verbuchen konnte. Die Kreise Mittelschweiz und Nordwestschweiz lösten sich 2001 auf. Der Kreis Ostschweiz wurde 2002 aufgelöst und in den Verein Junge Kirche Schweiz integriert, der die Arbeit mit und für Konfirmanden als Schwerpunkt festlegte. Die neue Website www.jungekirche.ch wurde aufgeschaltet.
2003 wurde die professionelle Jugendarbeit (Konfirmandenarbeit) aus finanziellen Gründen eingestellt. Die Initiative von Mitgliedern des Redaktionsteams hatte eine Weiterführung der ehrenamtlichen Jugendarbeit zum Ziel und wurde 2004 mit einem neuen Vorstand aufgenommen. Neben dem JK-Haus und der JK-Zeitung wurden wieder Events veranstaltet, die allen Menschen offenstanden. Im Internet wurde ein interaktiver JK-Treffpunkt für die Begegnungen rund um die Uhr eingerichtet.
Der Sitz des Vereins befindet sich heute (2021) im JK-Haus Zweierhof in Schönenberg. Das Ferienlagerhaus Zweierhof kann ab 2021 wieder gemietet werden.

## Liederbuch
- Mein Lied. Liederbuch für evangelische Jugendgruppen. Herausgeber: Bibelkreise für Mittelschüler, Christlicher Verein Junger Männer, Christlicher Verein Junger Töchter, Junge Kirche (Bund evangelischer Jugend der Schweiz), Schweizer Mädchen-Bibel-Kreise, Schweizerischer Zwinglibund, Verband deutschschweizerischer Jünglingsbünde vom Blauen Kreuz; Verband deutschschweizerischer Töchterbünde vom Blauen Kreuz. 10. Auflage; 101.–120. Tausend, Bern 1948

## Akten
Die Akten der Jungen Kirche wurden im April 2004 aus dem JK-Haus Zweierhof in Schönenberg ins Schweizerische Sozialarchiv überbracht.